# Егу Вив (Од)
Егу Вив (фр. Aigues-Vives) насеље је и општина у јужној Француској у региону Лангдок-Русијон, у департману Од која припада префектури Каркасон.
По подацима из 2011. године у општини је живело 521 становника, а густина насељености је износила 51,03 становника/km². Општина се простире на површини од 10,21 km². Налази се на средњој надморској висини од 55 метара (максималној 109 m, а минималној 55 m).

## Демографија
| 1962. | 1968. | 1975. | 1982. | 1990. | 1999. | 2011. |
| ----- | ----- | ----- | ----- | ----- | ----- | ----- |
| 512   | 518   | 514   | 480   | 464   | 481   | 521   |

График промене броја становника у току последњих година